# 都市交通審議会答申第10号
都市交通審議会答申第10号（としこうつうしんぎかいとうしんだい10ごう）は、都市交通審議会が1968年（昭和43年）4月10日に運輸大臣に提出した、「東京及びその周辺における高速鉄道を中心とする交通網の整備増強に関する基本計画の再検討について」の中間答申である。1972年（昭和47年）に更新版である都市交通審議会答申第15号が提示されている。

## 概要
12路線を整備すべき路線と位置づけている。

## 答申路線
| 路線   | 区間 | 該当路線                                                               |
| ------ | --- | ---------------------------------------------------------------------- |
| 1号線  | 西馬込・品川 - 田町 - 新橋 - 浅草橋 - 浅草 - 押上                                                             | 都営地下鉄浅草線、京急本線                                             |
| 2号線  | 中目黒 - 六本木 - 霞ヶ関 - 築地 - 茅場町 - 上野 - 三ノ輪 - 北千住                                             | 東京メトロ日比谷線                                                     |
| 3号線  | 渋谷 - 赤坂見附 - 新橋 - 神田 - 上野 - 浅草 - 三ノ輪                                                          | 東京メトロ銀座線                                                       |
| 4号線  | 荻窪・方南町 - 中野坂上 - 新宿 - 赤坂見附 - 銀座 - 大手町 - 御茶ノ水 - 池袋                                   | 東京メトロ丸ノ内線                                                     |
| 5号線  | 中野 - 高田馬場 - 飯田橋 - 大手町 - 茅場町 - 東陽町 - 西船橋 - 東武野田線方面                                 | 東京メトロ東西線                                                       |
| 6号線  | 桐ケ谷 - 五反田 - 三田 - 日比谷 - 春日町 - 巣鴨 - 板橋 - 大和町                                               | 都営地下鉄三田線、東急泉岳寺線（未成）、東武東上支線（高島平線・未成） |
| 7号線  | 目黒 - 飯倉片町 - 永田町 - 市ケ谷 - 駒込 - 王子 - 赤羽町 … 大泉方面                                           | 東京メトロ南北線、埼玉高速鉄道線                                       |
| 8号線  | 成増・練馬 - 向原 - 池袋 - 護国寺、西落合 - 目白 - 護国寺 - 飯田橋 - 市ケ谷 - 永田町 - 有楽町 - 銀座 - 明石町 | 東京メトロ有楽町線、西武有楽町線                                       |
| 9号線  | 喜多見 - 代々木上原 - 原宿 - 永田町 - 日比谷 - 池之端 - 日暮里 - 綾瀬                                         | 東京メトロ千代田線、小田急小田原線                                     |
| 10号線 | 芦花公園 - 新宿 - 靖国通り - 市ケ谷 - 神保町 - 須田町 - 浜町 - 住吉町                                         | 都営地下鉄新宿線、京王線                                               |
| 11号線 | 二子玉川 - 三軒茶屋 - 渋谷 - 神宮前 - 永田町 - 九段下 - 神保町 - 大手町 - 蛎殻町                              | 東京メトロ半蔵門線、東急田園都市線                                     |
| 12号線 | 新宿 - 春日町 - 上野 - 深川 - 月島 - 麻布                                                                     | 都営地下鉄大江戸線                                                     |